# Pearl Harbor

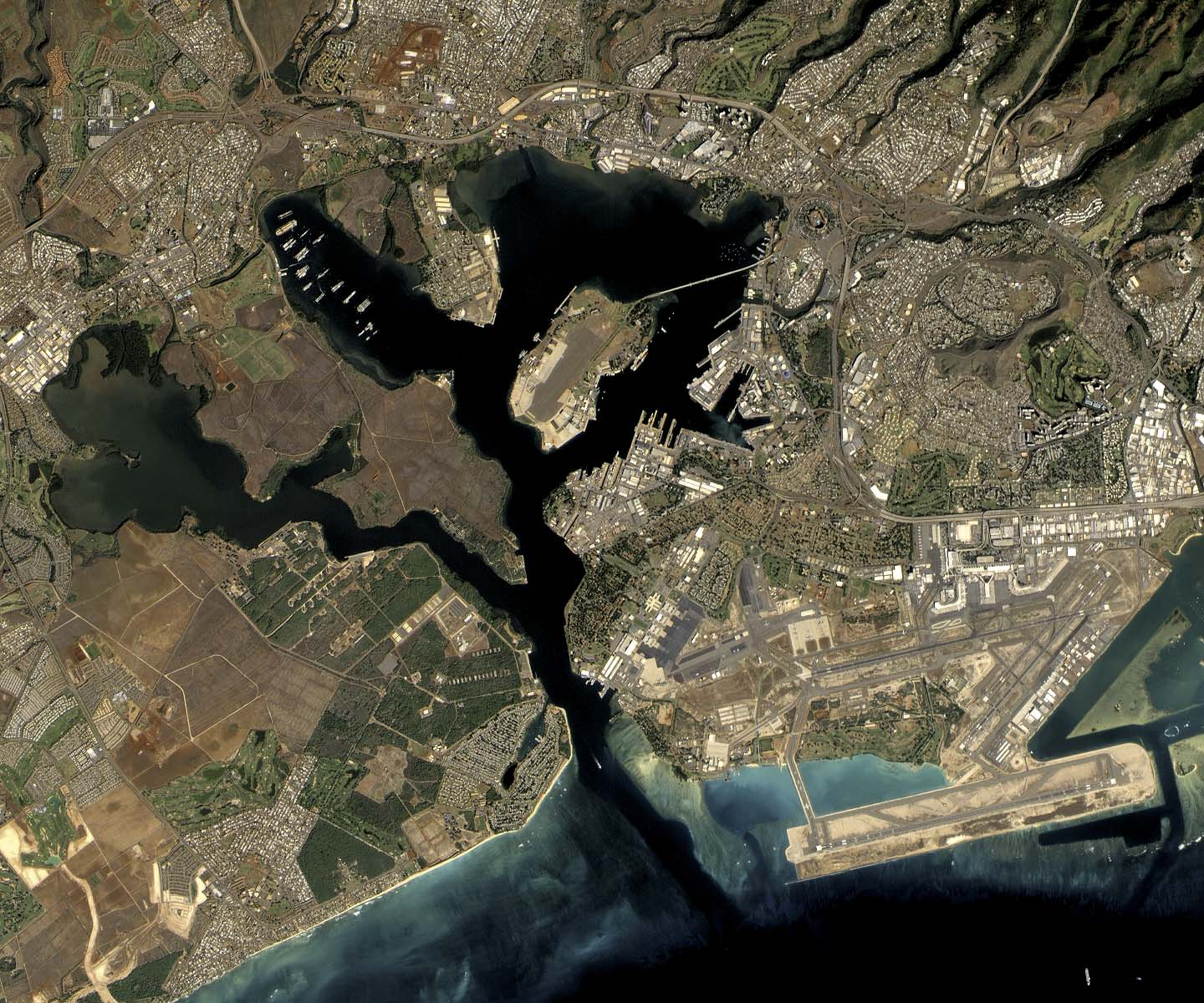
Imagine satelit a zonei Pearl Harbor. Baza aeriană Hickam și Aeroportul Internațional Honolulu se află la colțul din dreapta jos.

Pearl Harbor este un golf de pe insula Oahu, Hawaii, Statele Unite ale Americii. Cea mai mare parte a portului și a terenurilor din vecinătate formează o bază navală a Statelor Unite, unde este staționată Flota Pacificului a Marinei Americane (engleză U.S. Pacific Fleet). Atacul Japoniei asupra bazei de la Pearl Harbor la 7 decembrie 1941 a determinat intrarea Statelor Unite în cel de-al Doilea Război Mondial. Atacul conceput de amiralul Yamamoto a fost inspirat de atacul englez asupra navelor italiene din portul Taranto.

## Atacul japonez
Într-o dimineață de duminică, în decembrie, avioane de luptă japoneze au lansat un atac surpriză asupra forțelor armatei americane din Pearl Harbor, soldat cu moartea a 2380 de bărbați, femei și copii. Au fost scufundate, avariate sau grav avariate navele: USS California, USS OKlahoma, USS Maryland, USS West Virginia, USS Tennessee, USS Arizona, USS Vestal, USS Nevada, USS Utah, USS Shaw, USS Pennsylvania și multe alte nave ușoare. Declarația de război a Japoniei a sosit cu o oră după terminarea atacului.
Avioanele japoneze care au luat parte la atac:
- Aichi D3A „Val”:
  - tip: avion de bombardare în picaj
  - echipaj: 2 oameni
  - armament: 3 mitraliere, una în fiecare aripă și una în carlingă, și 3 bombe
- Mitsubishi A6M Zero Sen „Zeke”:
  - tip: avion de vânătoare
  - echipaj: 1 om
  - armament: 2 tunuri în fiecare aripă, 2 mitraliere în fuzelaj și 2 platforme pentru bombe
  - Nakajima B5N „Kate”:
  - tip: bombardier torpilor
  - echipaj: 3 oameni
  - armament: 1 mitralieră în carlingă; putea transporta o torpilă și 2 bombe grele sau 6 ușoare

Având ca temă atacul, au fost regizate o serie de filme artistice.